# Belmont (lignes brune, mauve et rouge du métro de Chicago)
Pour les articles homonymes, voir Belmont.
Ne doit pas être confondu avec Belmont (ligne bleue du métro de Chicago).
Belmont est une station aérienne du métro de Chicago desservie par les lignes rouge, brune et mauve (en heure de pointe uniquement). Elle est située dans le quartier de Lakeview au nord de Downtown Chicago. Le quartier autour de la station Belmont est un mélange de résidentiels chics, de nombreuses boutiques éclectiques, de bars et restaurants et il est réputé pour sa vie nocturne active. 
La station, située sur la North Side Main Line, est un point de transfert important du réseau, elle sert de terminus à l’aube et à l’aurore pour la navette de Kimball avant et après le service. 3 823 938 passagers l'ont utilisée en 2008.

## Histoire

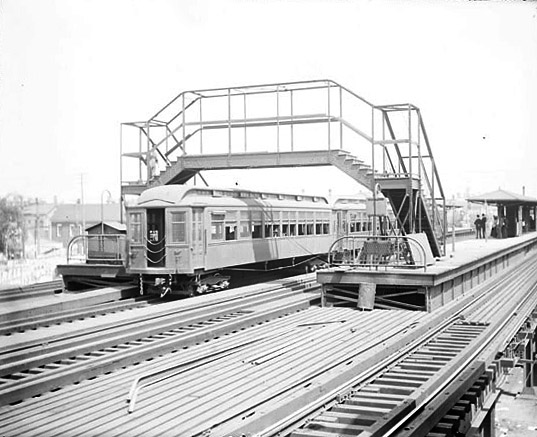
Belmont en 1907.

La station a été ouverte le 1er juin 1900 dans un style néo-classique du XVIe siècle selon les plans de William Gibb. Elle fut rénovée dans les années 1960 avant d’être complètement reconstruite en 2009 dans des matériaux plus solides (béton & acier, ce qui est plutôt rare sur le ‘L’) dans le cadre de la rénovation complète de la ligne brune. 
La reconstruction a commencé en 2006 non sans difficultés puisqu’il fallut exproprier les entreprises d’un bâtiment voisin de la station afin de l’élargir. Durant toute la durée des travaux, la station Belmont est restée ouverte en utilisant 3 des 4 voies grâce aux aiguillages à proximité afin de déplacer la station progressivement vers l’ouest et permettre le réalignement des voies vers le nord. 
Les dessins des nouvelles stations de Belmont et de  Fullerton sont presque identiques. Le projet comprend la démolition des structures existantes et leur reconstruction avec des quais et des mezzanines plus larges les rendant notamment accessibles aux personnes à mobilité réduite. 
Les travaux se sont terminés le 31 décembre 2009.

## Dessertes
La station est composée de deux quais et de 4 voies: La ligne rouge roule sur les voies intérieures tandis que les lignes brune et mauve circulent sur les voies extérieures.
| Nord/Ouest             |  |                                    |  | Sud/Est                                |
| ---------------------- |  | ---------------------------------- |  | -------------------------------------- |
| Southport vers Kimball |  | ligne brune                        |  | Wellington vers Kimball via Clark/Lake |
| Wilson vers Linden     |  | ligne mauve (heures de pointe) (d) |  | Wellington vers Linden via Clark/Lake  |
| Addison vers Howard    |  | ligne rouge                        |  | Fullerton vers 95th/Dan Ryan           |
| modifier sur Wikidata  |  |                                    |  |                                        |

## Correspondances
Avec les bus de la Chicago Transit Authority :
- #77 Belmont (Owl Service-service de nuit)